# Enrico Guicciardi (Politiker)

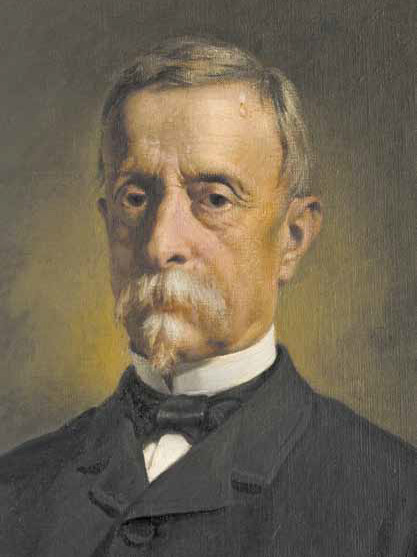
Enrico Guicciardi (1886), Gemälde von Giovanni Gavazzeni (1841–1907)

Enrico Guicciardi (* 6. November 1812 in Ponte im Veltlin; † 1. Juli 1895 ebenda) war ein italienischer Politiker und Freiheitskämpfer.

## Leben und Wirken
Enrico Guicciardi stammt aus einer Familie, die im Veltlin seit dem 12. Jahrhundert nachweisbar ist und bedeutende Ämter wie jenes des Veltliner Talkanzlers und andere besetzte. Durch geschickte Heiratspolitik war die Familie mit den wichtigsten adligen Talfamilien verbunden. Vertreter der Familie waren Juristen, Kirchenleute und Politiker. Enrico wurde als ehelicher Sohn von Diego Guicciardi (1756–1837) und Teresa Guicciardi (geborene Delfini) geboren.
Enrico Guicciardi studierte Rechtswissenschaft an der Universität Pavia. Er teilte grundsätzlich die Ideen von Giuseppe Mazzini für ein freies und vereintes Italien (siehe auch: Risorgimento) und nahm eine gemäßigte Haltung ein. Er nahm an der Märzrevolution 1848 (Fünf Tage von Mailand) mit seinem Cousin aus der Familie der Torelli teil. Am 22. März 1848 beschloss die städtische Deputation von Ponte im Veltlin die Bildung einer Bürgergarde und sie übergaben den Befehl an Enrico Guicciardi, der mit 150 Mann den Tonalepass verteidigen sollte. Durch den Wiener Kongress war 1815 das Veltlin dem neu gegründeten Lombardo-Venetianischen Königreich übertragen worden, das in Personalunion mit dem Kaisertum Österreich verbunden war. Als die Revolution gescheitert war, floh Guicciardi nach Piemont. Dort befehligte er das Bersaglieri-Bataillon Valtellina, das sich in der Schlacht von Novara auszeichnete und mit einer Medaille für Tapferkeit ausgezeichnet wurde. Aufgrund seiner revolutionären Tätigkeit wurde sein Grundstück in Ponte beschlagnahmt und ein Preis auf ihn ausgelobt. 1859 fiel das Veltlin mit der Lombardei an Sardinien-Piemont bzw. 1861 an das neugegründete Königreich Italien.
Im Jahr 1853 bestieg er als erster Italiener den Mont Blanc (4810 m. ü. M.). Enrico Guicciardi wurde 1859 von Camillo Benso von Cavour beauftragt, für die Provinz Sondrio die neuen politischen und administrativen Systeme einzurichten. Nach der Proklamation des Königreichs Italien war er Mitglied des ersten italienischen Parlaments. Er zeichnete sich ab 1862 als Präfekt von Cosenza im Kampf gegen die Briganten durch eine gemäßigte und verbindende Haltung aus. Er unterstützte die Prävention, die soziale Förderung der Bevölkerung und den Dialog und nicht die militärische Unterdrückung. Guicciardi trat 1864 wegen Differenzen im Umgang mit den Menschen mit dem Militärkommandanten zurück und wurde Präfekt von Palermo (bis 1868), wo er sich gegen die Mafia engagierte, jedoch in der Politik zu wenig Rückhalt erhielt.
Während des dritten Unabhängigkeitskrieges befehligte Guicciardi als Oberst (Colonnello) 1866 das 44. Bataillon (Guardia Nazionale Mobile) und organisierte die Verteidigung des Veltlins in der Nähe von Sondalo. Guicciardi wurde hierfür am 6. Dezember 1866 mit dem Verdienstkreuz von Savoyen (Croce del Merito Militare di Savoia) ausgezeichnet. Enrico Sertoli kämpfte unter dem Befehl von Guicciardi.
Nachdem er Abgeordneter im italienischen Parlament war, wurde er am 14. Juni 1868  zum Senator ernannt. 1872 wurde er zum Präsidenten des Roten Kreuzes gewählt. Zusammen mit Luigi Torelli, Romualdo Bonfadini und Giovanni Visconti-Venosta war er 1871/73 an der Gründung der Sektion des Club Alpino Italiano (CAI) im Veltlin beteiligt und wurde dessen Präsident.
Von 1873 war er 22 Jahre lang bis zu seinem Tod Bürgermeister von Ponte. Er starb am 1. Juli 1895 wegen eines plötzlich auftretenden Fiebers in seinem Haus in Ponte.

## Auszeichnungen
- Ritterorden der hl. Mauritius und Lazarus (Großkreuz)[6]
- Militärorden von Savoyen (Offizierskreuz)[7]
- Gedenkmedaille zur Einheit Italiens
- Gedenkmdedaile für die Feldzüge der Unabhängigkeitskriege